# 繁殖季节
繁殖季节是最适宜野生动物和鸟类进行繁殖的季节，往往有着良好的繁殖条件及充足的食物和水。繁殖季节对于野生动物和鸟类而言，最有可能实现成功繁殖。由于不同的野生动物和鸟类品种对繁殖条件和食物有不同的条件，他们的繁殖季节也不同。

## 集群营巢
许多物种会进行群体繁殖，这种行为也称为“集群营巢”。通常可以在它们繁殖季节的聚集地见到大量群体。这些繁殖群体和它们所处地点通常会受到野生动物保护条例的保护，以避免物种灭绝。另外，一些物种只能通过集群营巢进行繁殖，如果群体太小或只有一对则无法繁殖。如果在繁殖季节遇到狩猎或繁殖群体受到损害，这些物种可能会受到濒临灭绝的威胁。旅鸽就是一个著名的例子。旅鸽可能是美洲大陆上数量最多的鸟类并进行集群营巢，由于在繁殖季节的大量狩猎且无法在小群体进行繁殖而导致了最终的灭绝。

## 禁猎期
野生动物的繁殖季节通常也称为“禁猎期”，这段期间不允许进行狩猎并通过野生动物保护和野生动物管理的法律来强制执行。任何在这期间进行的狩猎行为都是非法的或称为“偷猎”，将受到法律的制裁。